# Vincenzo Ceci
Vincenzo Ceci (Ascoli Piceno, 21 d'abril de 1964) va ser un ciclista italià, professional del 1988 al 1993, especialista en pista. Guanyador d'una medalla de bronze al Campionat del món de tàndem de Barcelona 1984, fent parella amb Gabriele Sella. Va participar en els Jocs Olímpics de Los Angeles.

## Palmarès
- 1983
  -  Campió d'Itàlia amateur en velocitat
  -  Campió d'Itàlia amateur en tàndem (amb Gabriele Sella)
- 1984
  -  Campió d'Itàlia amateur en tàndem (amb Gabriele Sella)
- 1989
  -  Campió d'Itàlia en keirin